# Вукица Митић
Вукица Митић (Београд, 7. децембар 1953 — Београд, 27. јун 2019) била је југословенска и српска кошаркашица која је играла на позицији плејмејкера. Била је вишегодишњи члан Црвене звезде и капитен Југословенске репрезентације.

## Каријера
Иако се бавила рукометом играјући за екипу Студентског града, Вукица је најзначајнија по кошаркашким успесима. Највећи део своје каријере провела је у Црвеној звезди, где је била први плејмејкер и дугогодишњи капитен. Била је одлична одбрамбена играчица и сјајан асистент. За велики број поена су у тој славној генерацији црвено-белих биле задужене Зорица Ђурковић, Софија Пекић и остале, а Вукица је као прави вођа екипе држала све конце у својим рукама, а није јој било тешко да поред проигравања саиграчица и борбене игре у дефанзиви често постигне и двоцифрен број поена. Са Звездом је освојила чак 13 трофеја, међу којима је најзначајнији Куп европских шампиона 1979. године, када су у Ла Коруњи црвено-беле у финалу убедљиво савладале мађарски БСЕ из Будимпеште са 97:62 и постале шампионке Европе. Поред највреднијег трофеја, Вукица Митић је са црвено-белима освојила седам шампионских титула (1973, 1976, 1977, 1978, 1979, 1980. и 1981. године) и пет националних купова (1973, 1974, 1976, 1979. и 1981.).

### Репрезентација
Била је вишегодишњи члан репрезентације Југославије. Са репрезентацијом је освојила три медаље на великим такмичењима: сребро на првенству Европе у Познању 1978. године, када је постигла 50 поена на осам мечева. Бронзу је освојила на Олимпијским играма у Москви 1980. године, и бронзу на шампионату Европе 1980. у Бањалуци. Играла је и на Европском првенству 1976. године, и остварила учинак од 32 поена на осам одиграних мечева, када је освојено пето место. Забележила је наступ и на шампионату старог континента за јуниорке 1971. године, када је Југославија заузела пето место. Тада је убацила 28 поена у шест одиграних мечева.